# Turistická značená trasa 6975
 Turistická značená trasa 6975 je 3 km dlouhá žlutě značená trasa Klubu českých turistů v okrese Liberec spojující Hejnice se severními svahy hlavního hřebene Jizerských hor. Převažujícím směrem je směr jihovýchodní. Trasa vede územím CHKO Jizerské hory.

## Průběh trasy
Turistická trasa má svůj počátek v centru Hejnic na rozcestí s červeně značenou trasou 0313 z místního nádraží do Kristiánova a výchozími modře značenou trasou 1643 do Oldřichova v Hájích a zeleně značenou trasou 3970 do Bedřichova. Trasa obchází místní baziliku a klesá k říčce Smědé, kterou přechází. Poté pokračuje jihovýchodním směrem ulicí Zátiší na okraj města. Poté stoupá místní komunikací jižním směrem na úplný okraj zástavby odkud komunikace pokračuje již jako lesní cesta jihovýchodním směrem na koncové rozcestí se zeleně značenou trasou 3935 z Bílého Potoka do sedla Holubníku.

## Turistické zajímavosti na trase
- Františkánský klášter v Hejnicích
- Kaple svatého Antonína v Hejnicích
- Lípa v Hejnicích
- Kostel Navštívení Panny Marie v Hejnicích